# Lorettokapelle (Thaur)

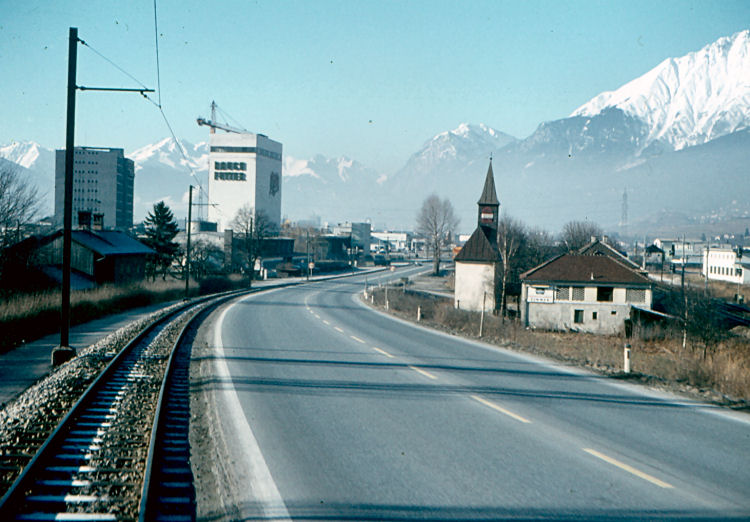
Lorettokapelle in Thaur (um 1974)

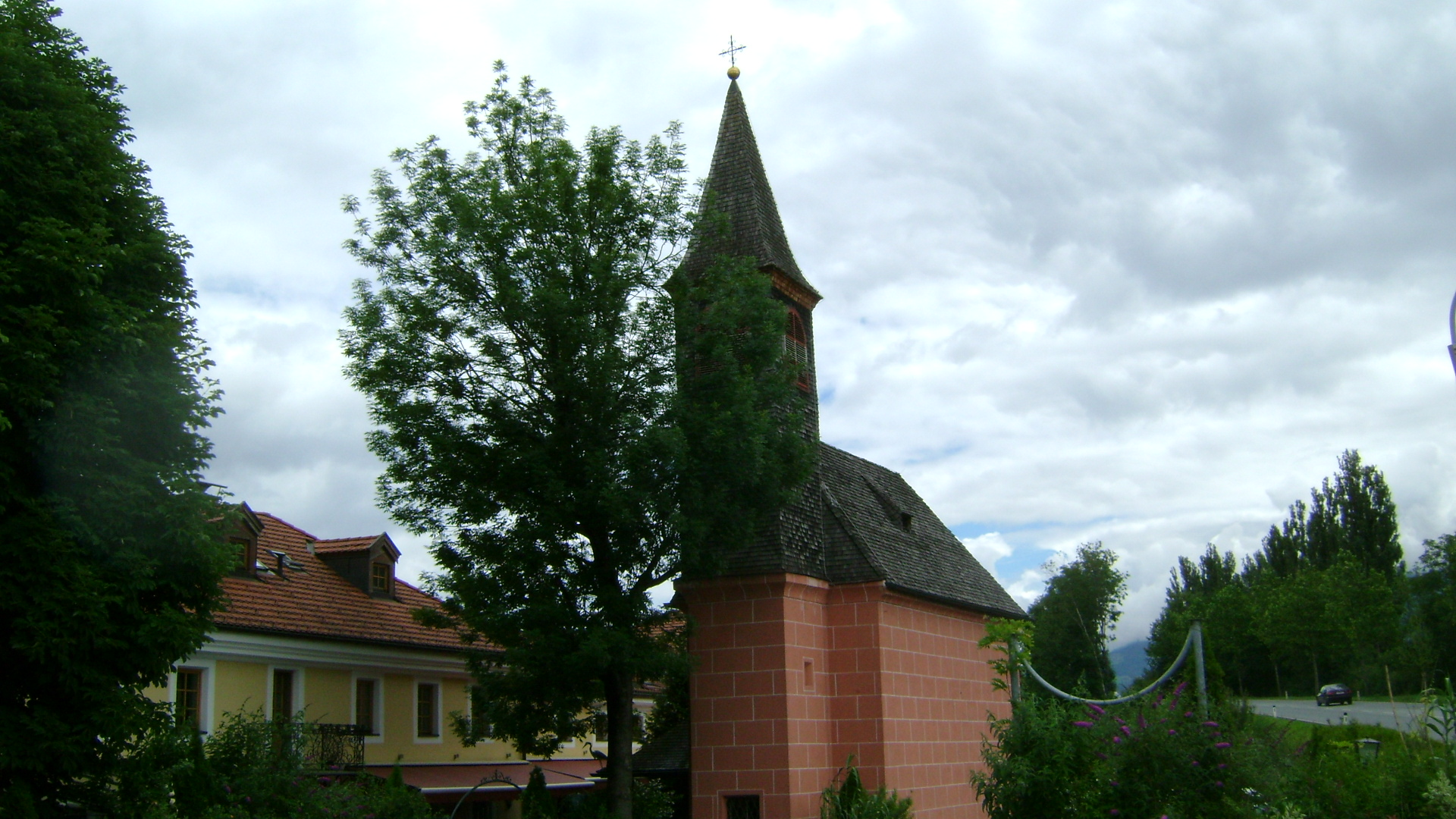
Lorettokapelle in Thaur (2011)

Die römisch-katholische Kirche Maria Loretto im Gemeindegebiet Thaur bei Hall in Tirol war ursprünglich ein Marienheiligtum und lokaler Wallfahrtsort. Die Kapelle steht unter Denkmalschutz (Listeneintrag).

## Geschichte
Die ursprünglich aus Italien stammende Loreto-Verehrung (Santa Casa) wurde von Jesuiten während der Gegenreformation über die Alpen getragen.
Die Kirche wurde von Erzherzog Ferdinand II. gestiftet und 1589 errichtet. Die Landstraße nach Hall – die heutige Bundesstraße Innsbruck–Hall (B171, hier Hallerstraße/Innsbrucker Straße) – war 1585–1589 durch die Innauen als Ergänzung zur älteren, höher gelegenen Straße über die (heute so genannten) MARTHA-Dörfer am nördlichen Mittelgebirge des Inntals trassiert worden. Die Kirche lang in der frühen Neuzeit einsam in der noch dichtbewaldete Haller Au.
An die Funktion als Wallfahrtsort erinnern auch noch die entlang der Überlandstraße errichteten 15 Bildstöcke an der Hallerstraße.
1590 wurde auch eine Kaplanei gestiftet.
Mit der Aufhebung des Jesuitenordens übernahmen die in Hall ansässigen Franziskaner (OFM) die Betreuung der Kirche. Die Bedeutung von Maria Loretto in Thaur – die älteste Loreto-Marien-Wallfahrt im deutschsprachigen Raum – ging an der Wende zum 19. Jahrhundert mit dem Aufstieg des nahe gelegenen Absam als Wallfahrtsort verloren.
Das Areal der Kirche liegt heute als Exklave von Thaur inmitten Haller Gemeindegebiet und bildet dort die Katastralgemeinde Thaur II mit 0,45 Hektar. Die südlichen Thaurer Felder waren zu Hall gekommen.

## Baulichkeiten

### Die Lorettokirche
Die kleine Kirche im Spätrenaissancestil wurde 1589 auf 1590 erbaut. Das fensterlose Langhaus und das Turmfundament sind mit wuchtigem rötlichen Quaderwerk verziert. Darüber erhebt sich ein steiles Satteldach und der spitzhelmige Turm. Das Portal ist aus Nagelfluh.
Dach, Helm und Turmobergeschoß wurden zuletzt 2012 neu geschindelt.
Der Innenraum hat ein Tonnengewölbe mit einem durchgehenden
profilierten Gesims. Der Säulenaltar ist noch das Original der Renaissance, und stammt ursprünglich aus dem Haller Damenstift.

### Ehemaliges Priesterwohnhaus
Das heutige Gasthaus bei der Kirche (Loretto-Umgebung 1) war ursprünglich das Priesterwohnhaus. Es wurde 1723 errichtet und stammt von Hofbaumeister Georg Anton Gumpp.
Das gehöftartige Gebäude ist ein Ensemble aus einem zweigeschoßigen Hauptbau und ebenerdigen Nebenbauten in L-Anlage, mit über den Baukörpern verschnittenen, gaupenbesetzten Walmdächern, und klarer Fenster- und Geschoßbandgliederung. Das Portal hat ein schmal abgefastes Brecciegewände. Das Aussehen des typischen Barockhauses wurde aber im 19. und im 20. Jahrhundert stark verändert.

### Stationswege
Von Innsbruck her kommt ein bedeutender Stationsweg, der aus der Zeit der Erbauung stammt. Diese Bildstöcke an der Hallerstraße umfassen 15 Bildnisse der Rosenkranzgeheimnisse.
Ein Kreuzweg zog sich auch in den Ort Thaur, entlang der heutigen Lorettostraße über die Thaurer Felder. Daran erinnert noch der Flurname Am Kreuzweg, der sich in der 3. Landesaufnahme (um 1870) und auch noch in einer Karte von 1952 findet. Er schloss wohl an den Thaurer Kalvarienberg an.